# Władimir Sabler
Władimir Karłowicz Sabler, ros. Владимир Карлович Саблер (ur. 13 listopada?/25 listopada 1845 w guberni tulskiej, zm. 8 września 1929 w Twerze) – rosyjski prawnik i działacz polityczny, oberprokurator Świątobliwego Synodu Rządzącego Rosyjskiego Kościoła Prawosławnego w latach 1911-1915.
Pochodził z rodziny szlacheckiej. W 1868 ukończył studia prawnicze na Uniwersytecie Moskiewskim, uzyskując tytuł magistra nauk prawnych, i przez pewien czas pracował na uczelni jako wykładowca (docent). W 1880 otrzymał tytuł szambelana. W latach 1883–1892 kierował kancelarią Świątobliwego Synodu Rządzącego, zaś od 1892 do 1905 pracował jako doradca prawny w Świątobliwym Synodzie Rządzącym, z którego odszedł wskutek różnic zdań z oberprokuratorem Konstantinem Pobiedonoscewem. Od 1896 zasiadał w senacie. 6 maja 1905 wszedł do Rady Państwa jako radca tajny.
Od 2 maja 1911 do 5 lipca 1915 pełnił funkcję oberprokuratora Świątobliwego Synodu Rządzącego. Od 1913 sekretarz stanu. Reprezentował poglądy konserwatywne, działał w Galicyjsko-Russkim Towarzystwie Dobroczynnym. Po wybuchu I wojny światowej i zajęciu Galicji przez wojska rosyjskie współorganizował struktury Rosyjskiego Kościoła Prawosławnego na tym terenie.
Z urzędu oberprokuratora został odwołany w ramach szerszych zmian w gabinecie rządzącym, stanowiących reakcję na falę rozruchów, jakie miały miejsce w Moskwie w czerwcu 1915.
W 1915 oficjalnie przyjął razem z synami nazwisko żony - Diesiatowski.
Po rewolucji październikowej został w 1918 aresztowany w Nowoczerkasku i przewieziony pod konwojem do Moskwy. Czeka zdecydowała jednak o jego zwolnieniu. Żył w Moskwie; utrzymywał kontakty z hierarchią cerkiewną, w tym z patriarchą moskiewskim i całej Rusi Tichonem, a następnie zastępcą locum tenens Patriarchatu Moskiewskiego metropolitą Sergiuszem. Zmarł w 1929 w Twerze na zsyłce.